# Хайнс (град, Орегон)
Хайнс (на английски: Hines) е град в окръг Харни, щата Орегон, САЩ. Хайнс е с население от 1623 жители (2000) и обща площ от 6,2 km². Намира се на 1266,4 m надморска височина. ЗИП кодът му е 97738, а телефонният му код е 541.